# 東山香村
東山香村（ひがしやまがむら）は、大分県速見郡にあった村。現在の杵築市の一部にあたる。

## 地理
- 河川：八坂川、今畑川、山口川、御入山川、松尾川[2]

## 歴史
- 1889年（明治22年）4月1日、町村制の施行により、速見郡広瀬村、小武村、倉成村が合併して村制施行し、東山香村が発足[1][2]。旧村名を継承した広瀬、小武、倉成の3大字を編成[2]。
- 1893年（明治26年）暴風雨で八坂川が氾濫し大きな被害を受ける[2]。
- 1908年（明治41年）暴風雨で八坂川が氾濫し大きな被害を受ける[2]。
- 1938年（昭和13年）農業会設立[2]
- 1948年（昭和23年）農業協同組合設立[2]
- 1951年（昭和26年）4月1日、速見郡中山香町、上村と合併し山香町を新設して廃止された[1][2]。

## 産業
- 農業[2]

## 教育
- 1942年（昭和17年）中山香・東山香組合立青年学校設立[2]